# Brian Urlacher
College Football Hall of Fame 2017
Pro Football Hall of Fame 2018
(en) Statistiques sur pro-football-reference
Brian Keith Urlacher est un joueur américain de football américain, né le 25 mai 1978 à Pasco (Washington), qui a évolué toute sa carrière au poste de linebacker pour les Bears de Chicago.

## Biographie

### Collège
Il a étudié à la Lovington High Scool. Il y jouait wide receiver, running back et defensive back.

### Carrière universitaire
Il a effectué sa carrière universitaire avec les Lobos du Nouveau-Mexique. C'est dans ses années universitaires qu'il devient linebacker, décision prise par l'entraîneur chef Dennis Franchione. 
Après sa saison 1999, il finit douzième du trophée Heisman. 
Il finit sa carrière universitaire avec 442 tacles, 3 interceptions, 11 sacks et 11 fumbles forcés.

### Carrière professionnelle
Il a été drafté au 1er tour (9e choix) par les Bears de Chicago en 2000.
Il a été sélectionné à 8 Pro Bowl au cours de sa carrière.
Il détient deux records des Bears : celui du plus grand nombre de tacles en une saison (151) en 2002, et celui du plus grand nombre de tacles dans sa carrière dans cette équipe (1 353) et (41,5) sacks, à la fin de la saison 2012 le tout en 182 rencontres.
Le 22 mai 2013, il annonce sa retraite après 13 saisons passées chez les Bears de Chicago sans n'avoir jamais remporté le Super Bowl.

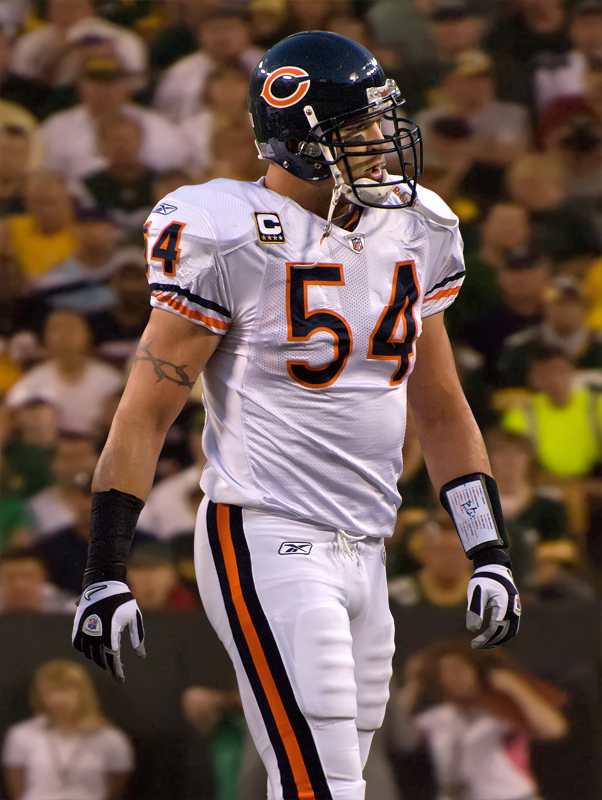
Brian Urlacher.

## Palmarès
- Pro Bowl : 2000, 2001, 2002, 2003, 2005, 2006, 2010, 2011
- 2000 : Défenseur Rookie de l’année en NFL
- 2005 : Meilleur défenseur de NFL